# Blazing Angels 2: Secret Missions of WWII
Blazing Angels 2: Secret Missions of WWII est un jeu vidéo de simulation de vol de combat développé par Ubisoft Bucarest et édité par Ubisoft, sorti en 2007 sur Windows, PlayStation 3 et Xbox 360.
Il fait suite à Blazing Angels: Squadrons of WWII.

## Accueil
- Jeuxvideo.com : 12/20[1]